# Бирзогань
Бирзогань, Бирзогані (рум. Bârzogani) — село у повіті Алба в Румунії. Входить до складу комуни Могош.
Село розташоване на відстані 298 км на північний захід від Бухареста, 31 км на північний захід від Алба-Юлії, 55 км на південь від Клуж-Напоки.

## Населення
За даними перепису населення 2002 року у селі проживала 41 особа, усі — румуни. Усі жителі села рідною мовою назвали румунську.